# Лексичний розбір
Лексичний розбір — розбір, який покликаний закріпити теоретичні знання про слово як лексичну одиницю мови, виробити навички роботи над словом у контексті та роботи з тлумачним словником, із словниками синонімів, паронімів, антонімів тощо.
При лексичному розборі з'ясовують лексичне значення слова, його багатозначність чи однозначність, визначають його синонімічні та антонімічні зв'язки, походження, стильову належність, стилістичне навантаження.
Аналіз фразеологізму передбачає з'ясування його значення, структури і джерела.